# NGC 3731
NGC 3731 este o liner situată în constelația Leul. A fost descoperită în 12 aprilie 1784 de către William Herschel.